# Murpheys Bluff
Der Murpheys Bluff ist ein 881 Meter hoher Berg im Süden des australischen Bundesstaates Tasmanien.
Er liegt am Nordwestende der Frankland Range über dem Lake Pedder. Westlich anschließend liegt  The Citadel und südöstlich schließt der Cleft Peak an. Unterhalb seiner Nordwestflanke liegt der Bluff Tarn, ein Bergsee.